# Валерово
Валеро́во (бел. Валяро́ва) — деревня в составе Добринёвского сельсовета Дзержинского района Минской области Беларуси. 

## География
Деревня расположена в 27 километрах от Дзержинска, 40 километрах от Минска и 27 километрах от железнодорожной станции Койданово.

### Гидрография
Река Олеховка.

## История
9 марта 1918 года в составе провозглашённой Белорусской Народной Республики, однако фактически находилась под контролем германской военной администрации. С 1 января 1919 года в составе Советской Социалистической Республики Белоруссия, а с 27 февраля того же года в составе Литовско-Белорусской ССР, летом 1919 года деревня была занята польскими войсками, после подписания рижского мира — в составе Белорусской ССР.
С 20 августа 1924 года в составе Добринёвского сельсовета Койдановского района Минского округа. 15 марта 1932 года Койдановский район преобразован в Койдановский польский национальный район, который 26 июня был переименован в Дзержинский.  31 июля 1937 года Дзержинский национальный полрайон был упразднён, деревня Валерово перешла в состав Минского района Минского округа, с 20 февраля 1938 года — в составе Минской области. 4 февраля 1939 года Дзержинский район был восстановлен. В 1926 году, по данным первой всесоюзной переписи в деревне проживали 54 жителя, насчитывалось 11 дворов. 
В Великую Отечественную войну с 28 июня 1941 года до 7 июля 1944 года под немецко-фашистской оккупацией, во время войны на фронте погибли 3 жителя деревни. В 1960 году насчитывалось 30 жителей, в 1991 году — 4 хозяйства, 8 жителей. По состоянию на 2009 год в составе ОАО «Правда-Агро» (центр — д. Боровики).

## Население
| Численность населения (по годам) | Численность населения (по годам) | Численность населения (по годам) | Численность населения (по годам) | Численность населения (по годам) | Численность населения (по годам) | Численность населения (по годам) | Численность населения (по годам) | Численность населения (по годам) | Численность населения (по годам) |
| 1926                             | 1960                             | 1991                             | 1999                             | 2004                             | 2010                             | 2017                             | 2018                             | 2020                             | 2022                             |
| -------------------------------- | -------------------------------- | -------------------------------- | -------------------------------- | -------------------------------- | -------------------------------- | -------------------------------- | -------------------------------- | -------------------------------- | -------------------------------- |
| 54                               | ↘ 30                             | ↘ 8                              | ↗ 9                              | ↘ 6                              | ↘ 5                              | ↘ 3                              | → 3                              | → 3                              | → 3                              |

## Достопримечательности
- На сельском кладбище расположен памятник советского воина, который погиб в бою с немецко-фашистскими захватчиками в 1944 году. В 1956 году на месте захоронения был установлен обелиск[7].